# Blennioidei
Sous-ordre
Le sous-ordre Blennioidei regroupe des petits poissons benthiques de l'ordre des Blenniiformes. Ils sont appelés blennie ou bavarelle. La principale famille de ce sous-ordre est celle des Blenniidae.

## Liste des familles
Selon ITIS (3 avril 2015) :
- famille Blenniidae -- 58 genres
- famille Chaenopsidae -- 14 genres
- famille Clinidae -- 27 genres
- famille Dactyloscopidae -- 9 genres
- famille Labrisomidae -- 16 genres
- famille Tripterygiidae -- 30 genres

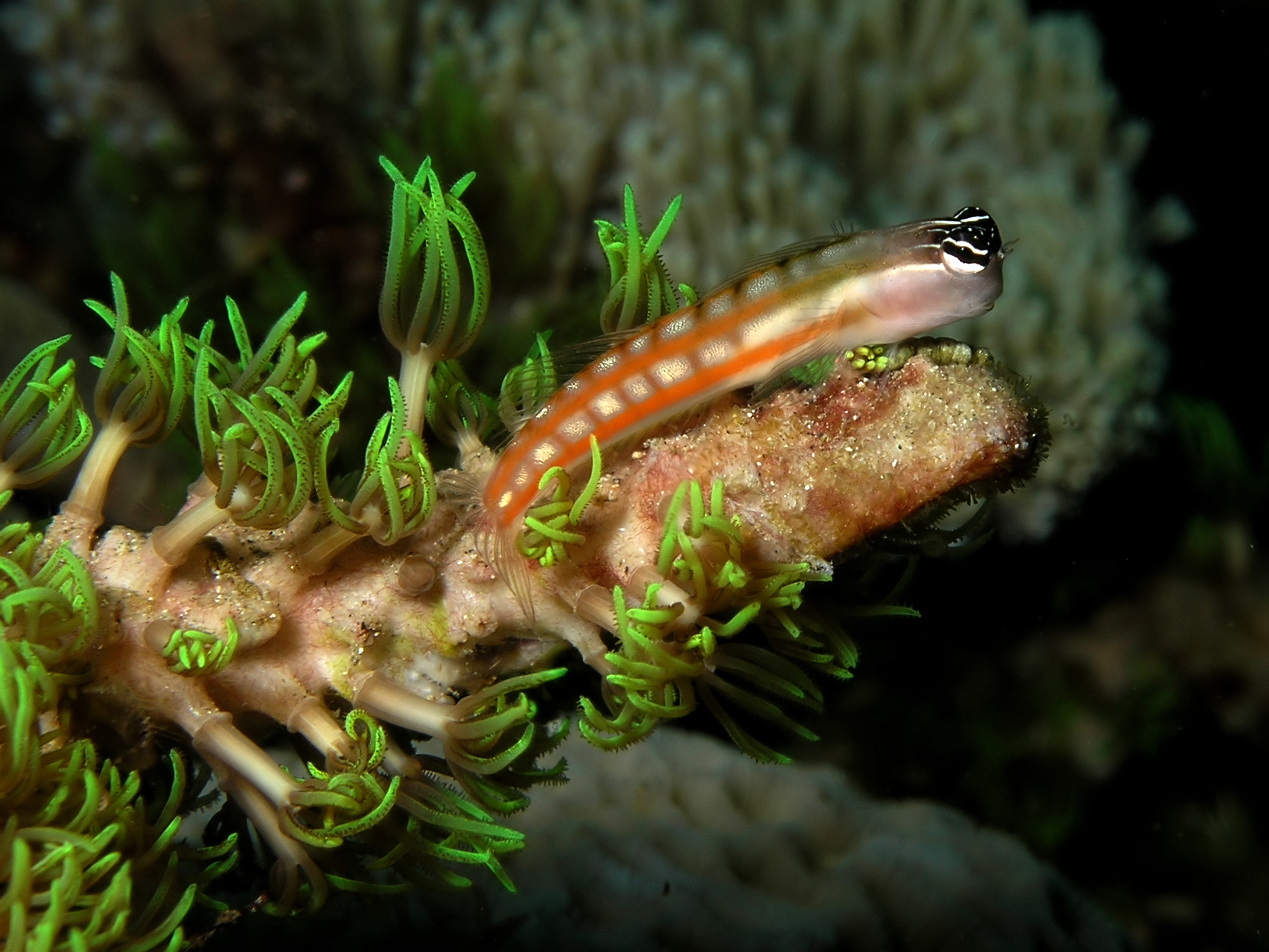
Ecsenius axelrodi, un Blenniidae.
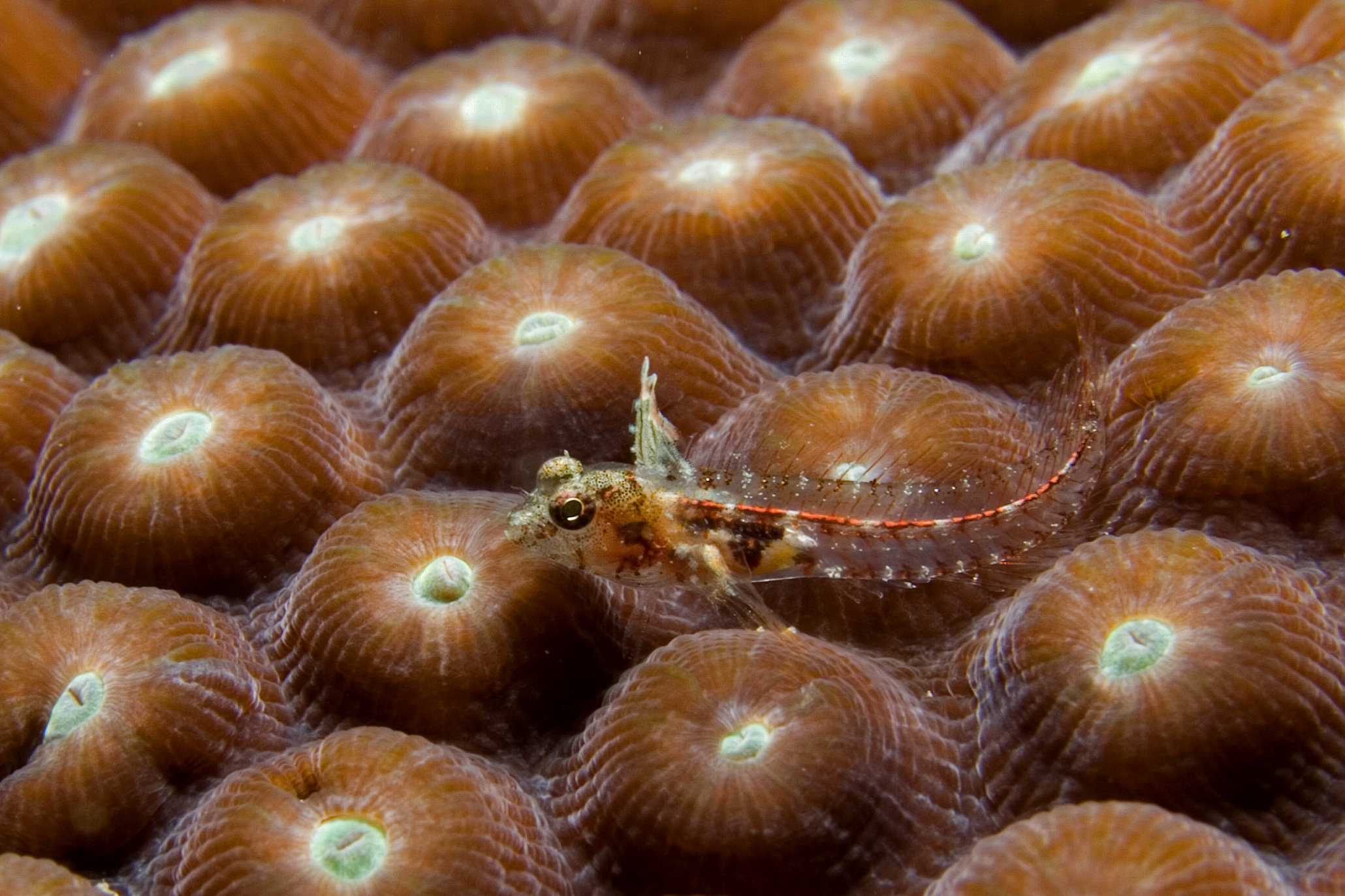
Emblemariopsis carib, un Chaenopsidae.
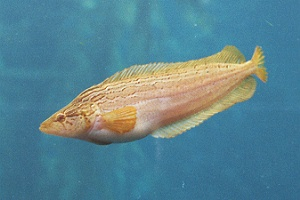
Heterostichus rostratus, un Clinidae.
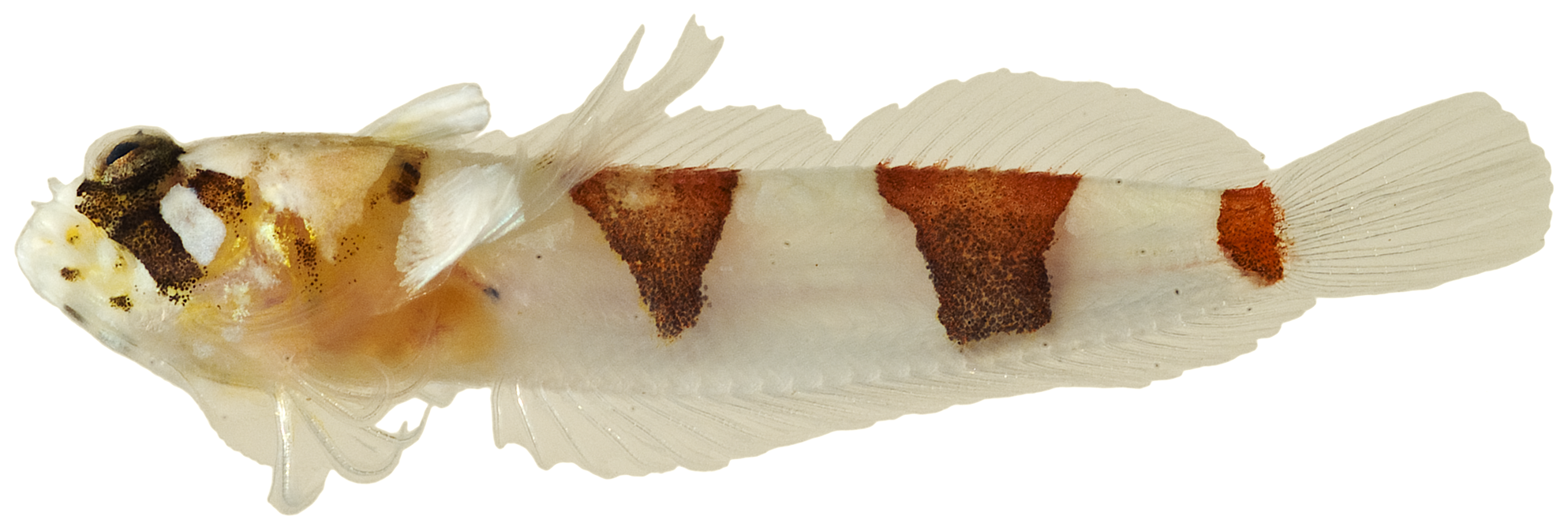
Platygillellus rubrocinctus, un Dactyloscopidae.
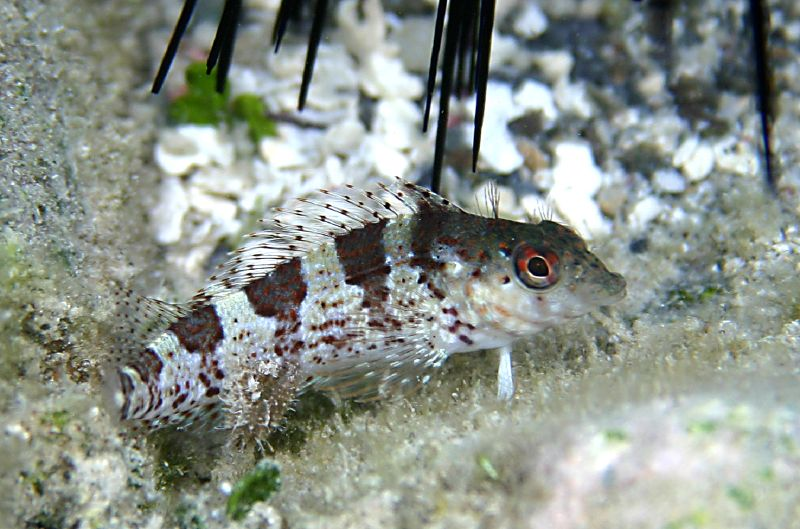
Malacoctenus triangulatus, un Labrisomidae.
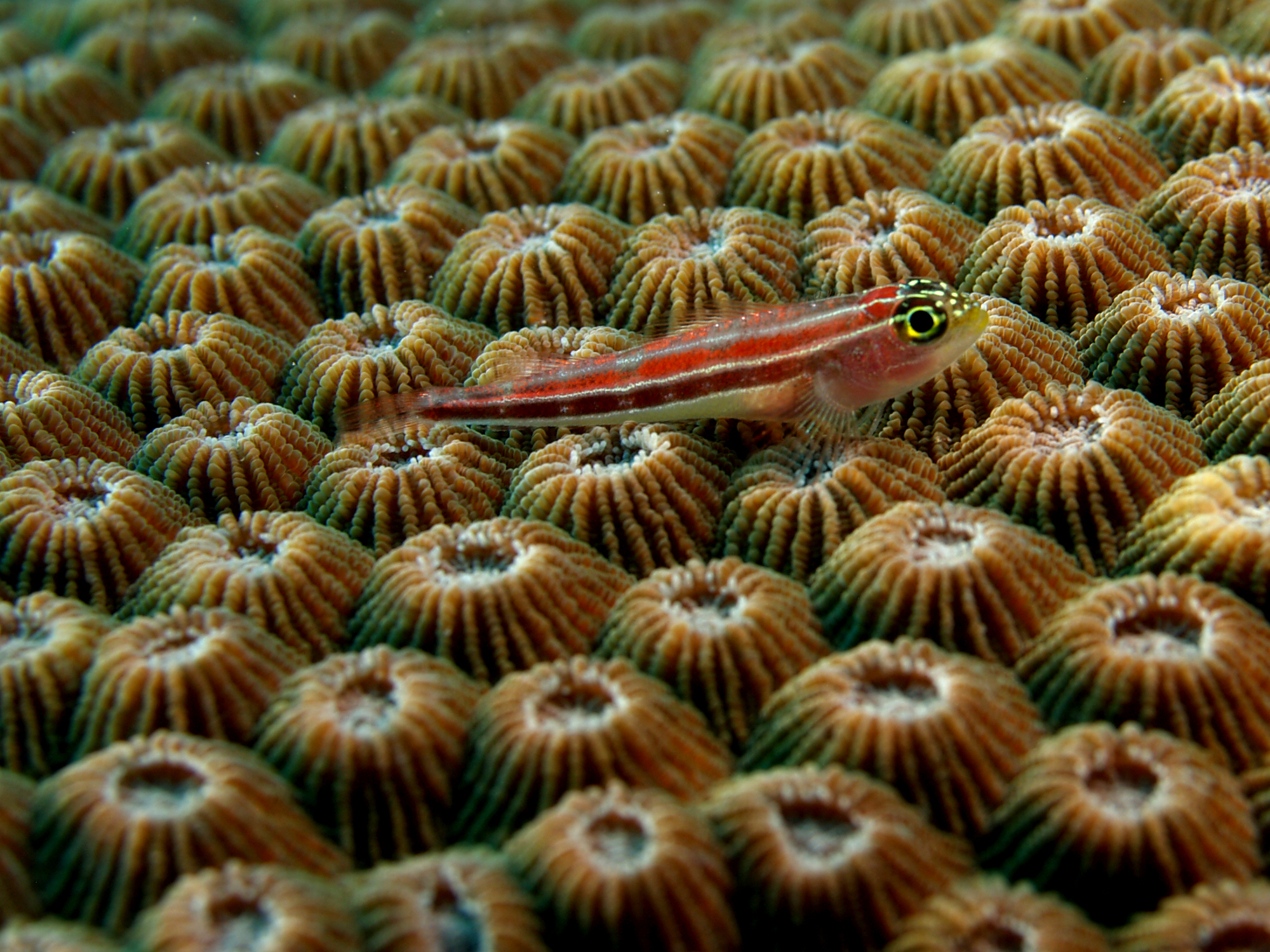
Helcogramma striata, un Tripterygiidae.